# گری تلویژن
گری تلویژن (انگلیسی: Gray Television) شرکت رسانه‌ای آمریکایی است، که در سال ۱۹۴۶ توسط جیمز گری تأسیس شد.